# Bruckberg (Basse-Bavière)
Pour les articles homonymes, voir Bruckberg.
Bruckberg est une commune de Bavière (Allemagne), située dans l'arrondissement de Landshut, dans le district de Basse-Bavière.